# Hermanas de la Caridad de Namur
La Congregación de Hermanas de la Caridad de Namur (oficialmente en latín: Congregatio Sororum Caritatis Namurcensis) es un congregación religiosa católica femenina, de vida apostólica y de derecho pontificio, fundada en 1738 por la religiosa belga Marie-Martine Rigaux, en Namur. A las religiosas de este instituto se les conoce también como hermanas de la caridad de Namur y posponen a sus nombres las siglas S.d.l.C.

## Historia
La congregación fue fundada en Namur, en 1732, por la religiosa belga Marie-Martine Rigaux, con la ayuda del sacerdote capuchino Buenaventura de Luxemburgo, quien redactó las constituciones. El nombre original fue Compañía de la Caridad y permanecieron como un sodalicio cristiano hasta su aprobación como congregación religiosa en 1869.
El instituto recibió la aprobación del emperador Carlos VI el 11 de agosto de 1733. Durante el tiempo de la supresión napoleónica de los institutos religiosos, esta puesta bajo la custodia de la madre de Napoleón en 1810. Fue erigida como congregación religiosa de derecho diocesano en 1869, de parte de Théodore-Joseph Gravez, obispo de Namur. El papa Pío XI elevó el instituto a congregación religiosa de derecho pontificio, mediante decretum laudis del 27 de marzo de 1930.

## Organización
La Congregación de Hermanas de la Caridad de Namur es un instituto religioso de derecho pontificio y centralizado, cuyo gobierno es ejercido por una superiora general. La sede central se encuentra en Namur (Bélgica).
Las hermanas de la caridad se dedican a la educación e instrucción cristiana de la juventud y a las obras sociales entre ancianos y enfermos. En 2017, el instituto contaba con 201 religiosas y 28 comunidades, presentes en Bélgica, Brasil, Canadá, España, Italia y República Democrática del Congo.